# Urban Rivals
Urban Rivals es un JCC de navegador multijugador masivo cuyo registro se efectúa de manera gratuita. El juego está ambientado en una ciudad ficticia llamada Clint City y permite combatir en línea contra otros jugadores con cartas de personajes (que evolucionan y mejoran sus características) a medida que ganan Experiencia en los combates; así como intercambiar estas cartas entre los jugadores, conseguir más cartas o interactuar con otros jugadores en los foros del juego.
Inicialmente se trataba de una aplicación para móviles y recibía el nombre de "Clint: Urban Rivals". En febrero de 2006[cita requerida] el juego se lanzó en la web utilizando Java. El 28 de junio de 2006 comenzó a utilizarse Flash en sustitución de Java, aunque esta versión permaneció disponible para los jugadores que lo desearan.

## Clintz, créditos, Nivel y Estrellas de jugador
El dinero del juego tiene dos formas: Clintz y créditos. Cada una de ellas tiene una utilidad diferente, aunque ambas pueden utilizarse para adquirir nuevos personajes.
El Nivel y las Estrellas de un jugador representan su experiencia y logros en Urban Rivals.

### Clintz
Es una manera de conseguir dinero rápido.
- Jugando en cualquier clase de combate. Por una victoria se obtiene una cantidad mayor de Clintz que por un empate o derrota.

- Jugando torneos diarios (TD, ver Modos de juego), según esta tabla con respecto al bote de Clintz (empieza con 10.000 Clintz y aumenta después de cada combate a razón del doble de Clintz ganados en el combate):
  - 1º - 5º: 2% (ejemplo para un bote de 350.000: 7.000 Clintz). El primer jugador recibirá también una bonificación de 1.000 Clintz.
  - 6º - 10º: 1% (ejemplo para un bote de 350.000: 3.500 Clintz)
  - 11.º - 25.º: 0,4% (ejemplo para un bote de 350.000: 1.400 Clintz)
  - 26.º - 50.º: 0,3% (ejemplo para un bote de 350.000: 1.050 Clintz)
  - 51.º - 100º: 0,2% (ejemplo para un bote de 350.000: 700 Clintz)
  - 101.º - 150.º: 0,1% (ejemplo para un bote de 350.000: 350 Clintz)
  - 151.º hasta el final: 50 Clintz mín.(ejemplo para un bote de 350.000: 76 Clintz)

- Jugando ELO (ver Modos de juego), que recompensa a los jugadores al final de la semana si quedan con puntuación positiva (superior a 1.000 puntos ELO), según esta tabla con respecto al bote de Clintz (la suma del doble de los Clintz ganados en todos los combates jugados durante la semana en modo ELO):
  - 1º: 4% del bote de Clintz.
  - 2º: 2% del bote de Clintz.
  - 3º: 1% del bote de Clintz.
  - 4º - 10º: 0.5% del bote de Clintz.
  - 11º - 25º: 0.25% del bote de Clintz.
  - Jugadores por detrás de 25º que superen los 1200 ELO: se reparten los últimos 86.25% del bote de Clintz en función de sus puntuaciones ELO.
  - Jugadores entre 1200 y 1000 ELO con al menos 5 partidas jugadas recibirán 150 Clintz (que no se restarán del bote de Clintz).

- Jugando Survivor (ver Modos de juego), que recompensa a los jugadores que consiguen rachas de victorias consecutivas. Las ganancias se acumulan en un bote personal que se recibe tras la 1.ª derrota, según esta tabla:
  - 0 victorias: escalón 1, ganarás 5 Clintz por victoria (Bote: 0 Clintz).
  - 3 victorias: escalón 2, ganarás 25 Clintz por victoria (Bote: 35 Clintz).
  - 6 victorias: escalón 3, ganarás 100 Clintz por victoria (Bote: 185 Clintz).
  - 10 victorias: escalón 4, ganarás 200 Clintz por victoria (Bote: 685 Clintz).
  - 15 victorias: escalón 5, ganarás 350 Clintz por victoria (Bote: 1.835 Clintz).
  - 21 victorias: escalón 6, ganarás 550 Clintz por victoria (Bote: 4.135 Clintz).
  - 28 victorias: escalón 7, ganarás 700 Clintz por victoria (Bote: 8.135 Clintz).
  - 36 victorias: escalón 8, ganarás 800 Clintz por victoria (Bote: 13.835 Clintz).
  - 45 victorias: escalón 9, ganarás 900 Clintz por victoria (Bote: 21.135 Clintz).

- Llevando a cabo Misiones (ver Las misiones), que recompensan a los jugadores por conseguir logros concretos. Sus recompensas varían, tratándose de Clintz en algunas de ellas.

- Jugando en la Tragaperras (Buona Fortuna).

La Tragaperras es una herramienta del juego que otorga premios aleatorios en Clintz a cambio de billetes para la misma. Dichos billetes pueden conseguirse llevando a cabo ciertas Misiones, vendiendo personajes a Kate (ver más abajo) o comprando directamente 10 billetes por 125 Clintz. Además, cada día los jugadores reciben un billete gratuito que utilizar en ella.
La Tragaperras puede ofrecer premios de 15, 20, 30, 50, 100, 250, 1.000, 10.000 y 250.000 Clintz.
- Vendiendo personajes de la colección propia. La venta de personajes se realiza utilizando los Clintz como moneda de cambio, por lo que una manera de obtener Clintz es vender los personajes propios. Hay tres tipos de venta que se detallan en Adquirir y vender personajes.

### Créditos y packs de la Tienda

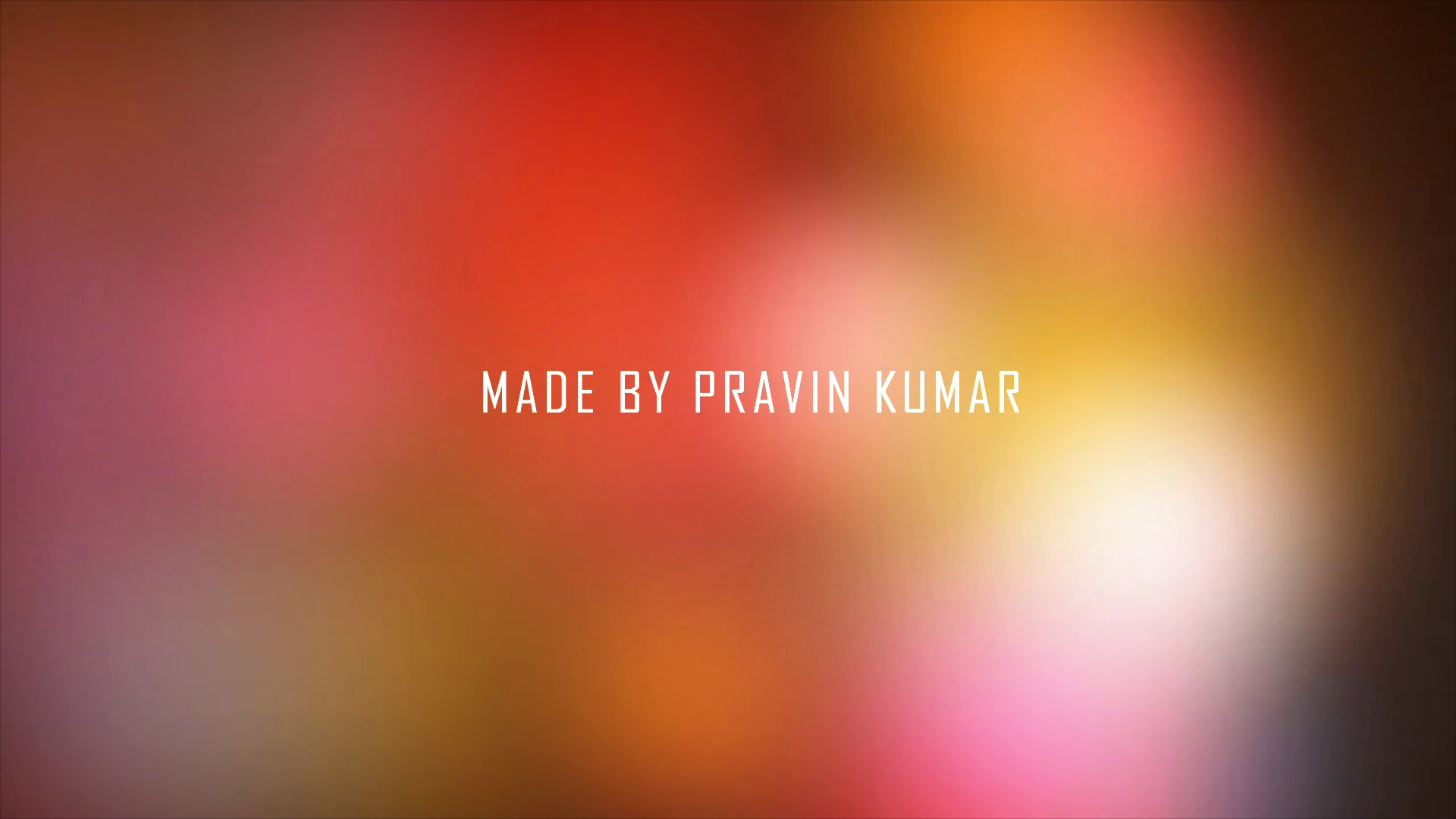
Créditos

Los créditos son la otra moneda virtual del juego. No son útiles para adquirir personajes concretos en el Mercado público o a través de la Venta privada. Se pueden utilizar para canjearlos por packs de personajes o directamente por Clintz.
Los packs estándar de personajes son conjuntos de personajes elegidos al azar entre una preselección determinada que depende del pack escogido. Ningún pack contiene personajes repetidos.
Actualmente se encuentran disponibles los siguientes packs de personajes y Clintz:
- Packs estándar de personajes:

- Armageddon

Coste: 340 créditos
Nº de cartas: 60 personajes, entre 5 Clanes (ver Los Clanes) a elegir.
Garantiza: al menos 15 personajes raros.
- Titanium

Coste: 180 créditos
Nº de cartas: 30 personajes, entre 4 Clanes (ver Los Clanes) a elegir.
Garantiza: al menos 6 personajes raros.
- Elite

Coste: 40 créditos
Nº de cartas: 7 personajes, entre 4 Clanes (ver Los Clanes) a elegir.
Garantiza: al menos 1 personaje raro.
- Ultimate

Coste: 90 créditos
Nº de cartas: 12 personajes, entre 4 Clanes (ver Los Clanes) a elegir.
Garantiza: al menos 3 personajes raros.
- New Blood

Coste: 28 créditos
Nº de cartas: 5 personajes, entre los últimos 50 personajes.
Garantiza: No garantiza ningún personaje raro.
- Packs de Clintz:

En el mercado se puede canjear 1 crédito a cambio de 200 Clintz.
Los créditos se obtienen de diferentes maneras:
- Jugando torneos diarios: todos los jugadores en el primer tercio de la clasificación reciben 1 crédito.

- Jugando ELO:, según esta tabla:
  - 1º: 50 créditos.
  - 2º - 25º: 20 créditos.
  - Jugadores por detrás de 25º que superen los 1300 ELO: 10 créditos.
  - Jugadores por detrás de 25º entre 1300 y 1200 ELO: 5 créditos.
  - Jugadores por detrás de 25º entre 1200 y 1000 ELO (con al menos 5 combates jugados): 2 créditos.

- Llevando a cabo Misiones (ver Las misiones), que recompensan a los jugadores por conseguir logros concretos. Sus recompensas varían, tratándose de créditos en algunas de ellas.

- Comprando créditos en la Tienda: los créditos pueden obtenerse pagando por ellos de forma directa. Puede hacerse mediante transferencia bancaria, SMS, llamada telefónica, PayPal, PayByCash, Wallie Card o Web Money.

Utilizando el sistema Sponsor Pay se pueden conseguir créditos de manera gratuita a cambio de registros o transacciones en las webs de los anunciantes, que cargan con el pago de los créditos obtenidos por el jugador.10.000 Clintz: cuesta 100 créditos

### Nivel de juego

Medidor gráfico de Nivel: la parte amarilla de la barra representa los puntos obtenidos para alcanzar el siguiente Nivel.

El Nivel de juego representa la experiencia de un jugador en Urban Rivals. El Nivel es útil para poder acceder a nuevas salas de juego (algunas tienen restricciones por Nivel), para obtener Leaders (cartas de un Clan especial que son regaladas a los jugadores cada 5 Niveles) y para poder crear Eventos (funcionalidad solo accesible a partir de Nivel 40).
El Nivel puede aumentarse de dos formas diferentes:
- El combate. Tras cada partida se añade un número de puntos a tu marcador de Nivel, que viene determinado por una serie de tablas y bonificaciones en función del desarrollo del combate jugado. Puede consultarse aquí . La acumulación de dichos puntos causa una subida de Nivel cuando se alcanza una cantidad determinada, que es mayor cuanto mayor es el Nivel a alcanzar.

- Evolución de personajes. Al evolucionar un personaje propio se obtiene una bonificación en el marcador de Nivel. Se añaden tantos puntos como el nuevo nivel que la carta ha alcanzado multiplicado por 10. Así, si una carta evoluciona al Nivel 3 su dueño obtendrá 30 puntos que se sumarán a los necesarios para permitirle aumentar el Nivel.

### Estrellas de jugador
Las estrellas son marcas que muestran a la comunidad ciertos logros que los jugadores consiguen en Urban Rivals.
Para que aparezcan, el jugador debe haber comprado créditos en los últimos 31 días. Pasado este tiempo, las estrellas desaparecen hasta la siguiente compra.

Sobre el medidor gráfico de Nivel visto anteriormente pueden apreciarse las Estrellas de jugador.

Las estrellas se consiguen por los siguientes logros:
- Comprar créditos en los últimos 31 días.
- Jugar 1000 combates.
- Obtener 2500 triunfos.
- Poseer el 95% de la colección de personajes.
- Haber ganado un Torneo Diario, haber quedado en el Top 100 ELO o haber quedado en el Top 5 Survivor en los últimos 7 días.

Las estrellas pueden verse en la lista de jugadores conectados, en la lista de miembros de un Gremio, en la clasificación general y en el perfil de jugador.

## Los personajes
En Urban Rivals hay más de 1800 personajes con los que jugar. Cada personaje está representado por una carta que evoluciona a medida que gana experiencia jugando con ella. Al evolucionar, los personajes mejoran sus estadísticas y/o ganan Habilidades.
El número de personajes de Urban Rivals crece continuamente: cada dos semanas, siempre en viernes, aparecen 4 nuevos personajes en el juego. Estos personajes pueden pertenecer a cualquier Clan (ver más abajo), aunque se tiende a equilibrar los personajes existentes en cada uno de los Clanes.

### Morfología de las cartas
La imagen que se muestra a continuación recoge la morfología de una carta de Urban Rivals:

- Nombre: Sirve para reconocerla. El nombre de una carta no cambia cuando evoluciona; los nombres de las cartas sólo varían cuando éstas se hacen cartas de colección (Collectors o Cr's, ver Personajes especiales), en cuyo caso se añade la partícula "Cr" tras el nombre original. Las cartas legendarias (ver Personajes especiales) tienen la partícula "Ld" tras el nombre.

- Dibujo: El dibujo de la carta no tiene utilidad práctica en el juego, es útil únicamente para reconocerla. El dibujo cambia a medida que la carta evoluciona.

- Clan: existen 22 Clanes en el juego (ver Los Clanes). Cada uno de ellos tiene su propia Bonificación (o Bonus) y se representa mediante un icono diferente en la esquina superior izquierda de la carta.

- Rareza: existen cuatro tipos de cartas: comunes (fondo del nombre marrón), poco comunes o inusuales (fondo del nombre plateado), raras (fondo del nombre dorado) y legendarias (fondo del nombre morado). La carta del ejemplo es una carta rara.

- Poder: el Poder de una carta, un número entre 1 y 9, representa su fuerza en combate. Se utiliza para vencer a las cartas del oponente y poder llegar a hacer daño al jugador rival (ver El combate).

- Daños: los Daños de la carta, un número entre 1 y 8, sólo son útiles en el caso de que haya vencido a la carta rival contra la que se haya enfrentado. Si se da esta situación, la carta hace un daño al jugador oponente igual a sus Daños (ver El combate).

- Estrellas o niveles: representan el número de evoluciones del personaje. Una carta empieza con un número determinado de estrellas amarillas (nunca superior a tres, y esta cantidad solo se alcanza en las cartas con 5 niveles totales) mientras el resto permanecen oscuras sobre una barra negra. A medida que se juegan combates con ella va adquiriendo experiencia (XP) y evolucionando, y con ello las estrellas oscuras van volviéndose amarillas. Al evolucionar, las cartas mejoran su Poder y/o Daños y adquieren Habilidades. La carta del ejemplo está en su nivel máximo (todas sus estrellas son amarillas y la barra sobre la que se encuentran es morada es lugar de negra).

- Habilidad: la mayoría de las cartas cuentan con una Habilidad que las ayuda a la hora de ganar sus combates, permite infligir más daño al oponente, ahorrárselo al jugador que la controla o reporta algún otro beneficio. La mayor parte de las cartas no cuentan con una Habilidad en su nivel básico, sino que la adquieren al evolucionar. La Habilidad de la carta del ejemplo consiste en neutralizar la Habilidad de la carta del oponente..

- Bonus o Bonificación de Clan: un personaje tendrá su Bonus activado en un combate si entre el resto de cartas que el jugador tiene en su mano en ese combate se encuentra alguna otra de su mismo Clan. El Bonus tiene la misma función que la Habilidad, aporta beneficios a la hora de combatir.

Además, la carta del ejemplo cuenta con un símbolo que señala su prohibición en el modo de juego ELO (ver Modos de juego). Algunas cartas en Urban Rivals no pueden utilizarse para jugar en este modo, ya que son demasiado fuertes: sus estadísticas de victoria/derrota están muy desequilibradas.

### Personajes especiales
Algunos personajes tienen ciertas características que merecen ser explicadas de forma detallada. A continuación se recogen dichos personajes agrupados en tres categorías: cartas de colección (Collectors o Cr's), cartas legendarias (Ld's) y ediciones especiales.

Ejemplo de Cr sin XP. Se aprecia la partícula "Cr" y el alto precio de la carta.

#### Cartas de colección: Collectors
Las cartas de colección (o Collectors, Cr's) son cartas que no pueden adquirirse en los packs de personajes de la Tienda (ver Personajes y packs de la Tienda o Adquirir y vender personajes).
Estas cartas estuvieron disponibles anteriormente, pero en un determinado momento se retiraron, por lo que la única forma de obtenerlas es la compra directa en el Mercado. Esto requiere que otro jugador haya puesto a la venta la carta buscada anteriormente.
Es imposible determinar con antelación que cartas se convertirán en Collectors, ya que dicha conversión no sigue ningún patrón lógico. Solo en el caso de algunos personajes basados en cómics de ediciones Soleil se supo que se convertirían en Cr's pasados seis meses desde su aparición en el juego (a partir del 28 de enero de 2007).
El precio de los Collectors es muy alto, debido a la baja oferta por ser difíciles de conseguir y a la alta demanda por la exclusividad que comportan. Los Collectors de más antigüedad, es decir, retirados del juego muy pronto, son los personajes más caros del juego. Algo a tener en cuenta al hablar de esta clase de cartas es que tienen más valor si no han ganado experiencia (XP) en absoluto (es decir, si nunca se ha luchado con ellos), ya que este tipo de Collectors son más difíciles aún de conseguir.
Además de la compra directa en el Mercado, hay otra vía de obtención de Collectors: jugar en modo ELO. Cada semana, 12 cartas Collector al azar se reparten entre los 100 mejores jugadores de la clasificación ELO.

#### Cartas legendarias
Las cartas legendarias (abreviadas como Ld's por presentar esa partícula tras el nombre) son cartas que no pueden adquirirse en los packs de personajes (al igual que las Collectors), pero que tampoco pueden ser intercambiadas entre los jugadores (ni, por tanto, adquiridas directamente en el Mercado). A diferencia de las Collectors, las cartas legendarias nunca estuvieron disponibles en el juego de forma abierta. La forma de adquirirlas es diferente.

Encabezamiento de una carta legendaria. Se aprecia el fondo morado y la partícula "Ld" tras el nombre.

Estas cartas solo pueden obtenerse como recompensa por la consecución de ciertas misiones dentro de un plazo determinado. Cada dos semanas, una nueva carta legendaria se pone a disposición de los jugadores de Urban Rivals. Para hacerse con ella, los jugadores deben superar en un plazo aproximado de dos meses una serie de misiones (distinta para cada una de las cartas) que se desbloquean consecutivamente; siendo la carta legendaria la recompensa por superar la última de ellas.
Pasado el plazo, la carta legendaria ya no está disponible y no puede conseguirse. Estas cartas se vuelven a poner a disposición del público pasado un tiempo, de manera que los jugadores tienen más de una oportunidad para hacerse con ellas. Si un jugador ya ha conseguido la carta legendaria anteriormente no podrá conseguir otra copia: la carta será sustituida por 10 créditos como recompensa por superar la última misión de la serie (las series de misiones de una misma carta cambian cada vez que vuelve a ser puesta a disposición de los jugadores).
Lista de cartas legendarias disponibles actualmente (especificando nombre y Clan y por fecha de salida): Dudley Ld (Nightmare), Bonnie Ld (Piranas), Kreenk Ld (Bangers), Bella Ld (Montana), Scott Ld (Rescue), Gail Ld (Uppers), Bikini Joe Ld (Freaks), Harrow Ld (All Stars), Hopper Ld (Jungo), Dobbs Ld (Sakrohm), Travis Ld (Junkz), Lois Ld (Pussycats), Fhtang Ld (Vortex),  Valentina Ld   (sentinels), Jaxx Ld (G.H.E.I.S.T), Sylvia Ld (Berzerk), Naja Ld (La Junta), Krazan Ld (Roots), Lianah Ld (Ulu Watu), Tiwi Ld (Frozn), Futoshi Ld (Fang pi clang), Andy Ld (Skeelz), Magistrado Ld (Huracán), Dr Van Wesel Ld (Riots),  Chopper Ld (Raptors), Nega D Ld (Uppers), Wave Ld (Hive), Wild Holiday Ld (Ghostown), Kora Mail Ld (All Stars)

#### Ediciones especiales
Algunos personajes no han entrado al juego de manera natural (en las salidas periódicas de los viernes). Dichos personajes son ediciones especiales de algunos ya existentes, que se realizan con motivo de dos acontecimientos explicados a continuación.

Gráficos de Stella y Miss Stella: aunque similares, no son idénticos.
Pulsando la imagen se ve a mayor tamaño.

##### Miss Clint City
El concurso Miss Clint City consiste en la elección de un personaje femenino como el más bello del juego, mediante una votación entre las candidatas (seleccionadas por el Personal del juego) en la que pueden participar todos los jugadores. La carta vencedora del concurso es reeditada con gráficos y parámetros similares a la carta original. Su rareza es la misma que la de la carta original salvo en un caso (Jessie y Miss Jessie).
Hasta ahora, las cartas ganadoras son Miss Chloe (Sentinel), Miss Lulabee (Ulu Watu), Miss Jessie (All Stars), Miss Stella (Sakrohm), Miss Lizbeth (Piranas), Miss Derby Queen (Huracán), Miss Nova (Roots), Miss Xingshu (Skeels), Miss Sloane (Raptors),  Miss Pandora (Nightmare), Miss Jigi (Junks) y Miss Calamity (GhosTown) vencedoras del concurso en las ediciones 2007, 2008, 2010, 2011, 2012, 2013, 2014, 2015, 2016, 2017, 2018 y 2019 respectivamente (el concurso no se celebró en 2009). Las estadísticas de Miss Chloe son idénticas a las de la carta original (Chloe); no ocurre lo mismo en el caso del resto de cartas, donde las estadísticas o la Habilidad difieren de la carta original.

Gráficos de Aigwon y Aigwon Noel: aunque similares, no son idénticos.
Pulsando la imagen se ve a mayor tamaño.

##### Cartas Noel
Las cartas Noel son reediciones de cartas ya existentes que salen al juego de manera especial con motivo de la Navidad desde el año 2007. Son regaladas a todos los jugadores registrados en el juego, que solo tienen que hacer clic en un enlace para que la carta sea añadida a su colección.
Sus parámetros y Habilidades son diferentes a los de las cartas originales, aunque similares en su estilo. La rareza de las cartas Noel es siempre común.
Hasta ahora, las cartas reeditadas son Gaia Noel (Ulu Watu, 2007), Olga Noel (Freaks, 2008), Hawkins Noel (Piranas, 2009), Aigwon Noel (Skeelz, 2010), Lola Noel (Berzerk, 2011), Brampah Noel (Frozn, 2012),Clover Noel, (Pussycats, 2013), Kenji Noel (Riots, 2014), Lucky Noel (Raptors, 2015), Oon Noel (Hive, 2016), Poppy Mary Noel (GhosTown, 2017) y Rhizom Noel (Komboka, 2019). Las estadísticas o Habilidades de todas las cartas varían con respecto a las originales.

Presentación de todos los Clanes

##### Cartas Rb
Las cartas Rb son reediciones de cartas ya existentes que salen al juego de manera especial con el motivo de mejorar sus aspectos gráficos desde el año 2015. No tienen fecha de salida espécifica pero regularmente se les puede obtener de manera de premio en los Leader Wars

### Los Clanes
Los Clanes son grupos temáticos de personajes. Cada personaje pertenece a un Clan concreto. Los Clanes otorgan a los personajes su Bonificación de Clan o Bonus: cada Clan tiene su propia Bonificación, de la que disfrutan todos los personajes que pertenecen a él. Para que dicha Bonificación esté activa durante el combate, el jugador debe poseer en su mano al menos 2 personajes del mismo Clan.
A continuación se listan más de 30 Clanes disponibles actualmente, clasificado en facciones. El formato "Clan (breve descripción temática): Bonificación":

#### Facción Guardians
Formado por clanes que se dedican a defender y proteger el orden en Clint City.
1. All Stars (deportistas): -2 Poder Adv. Mín. 1.
2. Fang Pi Clang (adeptos de las artes marciales): Daño +2.
3. Huracán (Luchadores enmascarados con fines justicieros): +1 Ataque Por Vida Restante.
4. La Junta (paramilitares): Daños +2.
5. Rescue (socorristas, expertos en el rescate y miembros de un hospital): Refuerzo: +3 Ataque.
6. Sentinel (miembros del cuerpo de Policía): Ataque +8.

#### Facción Urbans
Formado por clanes que representa la cultura de Clint City.
1. Bangers (pandilleros con nobles intenciones): Poder +2.
2. Junkz (adeptos a la música Techno, fiestas rave, las drogas y la tecnología): Ataque +8.
3. Montana (miembros de un clan mafioso): -12 Ataque Adv, Mín. 8.
4. Pussycats (feministas): -2 Daños Adv, Mín 1.
5. Uppers (miembros ricos, la élite social y amantes del poder y el dinero): -10 Ataque Adv, Mín 3.

#### Facción Activists
Formado por clanes que luchan por preservar la naturaleza, sobre todo en Clint City,
1. Frozn (Personas y yetis que viven en bajas temperaturas): Venganza: Poder y Daños + 2.
2. Jungo (Animales humanoides): +2 Vida.
3. Komboka: (Tribu de amazonas que usan la basura y la lava como arsenal) +1 de Vida y Pillz.
4. Roots (Hippies, Rastafaris y defensores del bosque): Anular Habilidad Adv.
5. Ulu Watu (Practicantes del surf , criaturas marinas y habitantes de la playa): Poder +2.
6. Zenith (Semidioses celestiales con el poder de manipular el clima)  Apuesta > 3 Pillz : +3 Vida.

#### Facción Psychos
Formado por clanes que poseen una enorme pasión a la violencia, al crimen y a la fuerza bruta en contra de los habitantes de Clint City.
1. Berzerk (Mutantes rabiosos): -2 Vida Adv. Mín. 2.
2. Freaks (Fenómenos de circo): Veneno 2. Mín. 3.
3. Paradox (Enfermos mentales con delirios de personajes históricos): Asimetría: Daños +3.
4. Piranas (Piratas): Anular Bonificación Adv.
5. Raptors (Reos supervivientes, dinosaurios, animales y plantas jurásicas): Cancelar Modif. Ataque Adv.
6. Cosmohnuts (Granjeros espaciales estereotipados de redneck): Tune out.

#### Facción Supernaturals
Formado por clanes que dominan y usan sus poderes sobrenaturales en Clint City,
1. Dominion (Juguetes encantados con tema de fantasía medieval): Crecimiento: -1 Poder Adv, Min. 4.
2. Ghostown (Fantasmas de la época del viejo oeste y la guerra de secesión): DÍA: poder y daños +1, NOCHE: -1 poder y daños Adv, Mín 1.
3. Nightmare (Monstruos de terror clásico): Anular Bonificación Adv.
4. Oblivion (Cambiaformas enmascarados provenientes de otra dimensión): Copia: Habilidad Adv.
5. Skeelz (Miembros de una Academia de personas con superpoderes y magia): Protección: Habilidad.

#### Facción Tecnophiles
Formado por clanes con conocimiento en tecnología avanzada, el cual lo usan en Clint City.
1. GHEIST (Científico-terroristas): Anular Habilidad Adv.
2. Hive (Rebeldes del futuro con cuerpos sintéticos) Equalizer-3 de ataque adv. min. 5
3. Riots (Habitantes de una ciudad subterránea con un estilo Steampunk): Victoria O Derrota +1 Pillz
4. Sakrohm (Culto formado por alienígenas y seres intergalácticos): -8 Ataque Adv, Mín 3
5. Vortex (Guerreros y asesinos del futuro lejano): Derrota: Recuperas 2 Pillz de 3

#### Clanes Especiales

##### Leader
Toda sus cartas tienen 5 Niveles y Habilidades únicas en el juego, que no pueden ser contrarrestadas y que en algunos casos otorgan beneficios a todas las cartas de la mano del jugador. Su Bonificación es "Anular Leader", lo que quiere decir que si hay dos Leader en la mano de un jugador sus Habilidades quedan anuladas. Los Leader se entregan a los jugadores como recompensa por aumentar su Nivel (ver Nivel de juego: su utilidad y como aumentarlo) desde el Nivel 5 hasta el Nivel 250. Se listan a continuación los Leader disponibles, según el formato "Nombre (Nivel en el que se adquiere): Habilidad"
1. Vansaar (Nivel 5): Equipo: XP +90% (ver Morfología de las cartas, Estrellas o Niveles).
2. Timber (Nivel 10): Equipo: Daños +1
3. Hugo (Nivel 15): Equipo: Ataque +6
4. Bridget (Nivel 20): +1 Vida Por Turno
5. Ashigaru (Nivel 25): Contraataque
6. Eyrik (Nivel 30): Equipo: -1 Poder Adv, Min 5
7. Ambre (Nivel 35): Equipo: Valor: Poder +3 Max. 10
8. Eklore (Nivel 40): -1 Pillz Adv., Por Round, Mín. 3
9. Morphun (Nivel 45): +1 Pillz Por Turno Max. 10
10. Vholt (Nivel 50): Equipo: -2 Daños Adv., Mín. 3
11. Solomon (Nivel 60): Desempate
12. Melody (Nivel 70): Equipo: Derrota: Recup. 1 Pillz De 3
13. John Doom (Nivel 80): Equipo: Respuesta: -2 Poder y Daños Adv., Min. 3
14. Mr Big Duke (Nivel 90): Equipo: Protección: daños.
15. Robert Cobb (Nivel 100): Equipo: Bypass (Las bonificaciones de tus otras cartas estarán activas incluso si no tienes ninguna otra carta del mismo clan).
16. Memento (Nivel 150): Equipo: Remove Condition (Las habilidades con Valor, Contestación, Confianza o Revancha estarán activas para todos los asaltos).
17. Kate (Nivel 200): Ilusión (Kate tiene la apariencia y la posición de una de las 3 otras cartas del sorteo... Escogidas al azar.).
18. Administrator (Nivel 250): Hazard [Las habilidades de las tres cartas presentes en el sorteo con Administrator serán sustituidas por otras habilidades aleatorios que ya se utilizan en el juego (excepto las habilidades Líder y Oculus)].
19. Fractal (Nivel 500): Limitless.

##### Oculus
También son un clan especial. Está conformado por versiones corrompidas u oscuras de los personajes de otros clanes o los gobernantes de Clint City infectados por seres corruptos. Su bonificación es "Infiltrado", lo que quiere decir es que se considera parte de un clan del mismo sorteo y copiar su bonificación, además que sí se infiltra en un clan específico su habilidad se activa.

### Adquirir y vender personajes
Cada jugador inicia el juego con una colección formada tan solo por 8 personajes. Para progresar en el juego es necesario adquirir más personajes, y en ocasiones vender personajes propios puede ser útil, pero para poder ir vendiendo cartas debes de haber comprado al menos una vez créditos en el mercado.

#### Adquisición de personajes
Se pueden adquirir nuevos personajes de cuatro maneras:
- Llevando a cabo Misiones (ver Las misiones), que recompensan a los jugadores por conseguir logros concretos. Sus recompensas varían, tratándose de personajes en algunas de ellas.

- Aumentando el Nivel propio: cada 5 Niveles el sistema premia al jugador con un Leader (para más información sobre los Leader, ver Los Clanes).

- En el Mercado: se utilizan los Clintz. Los personajes que se pueden adquirir han sido puestos a la venta previamente y a ese precio por otros jugadores, que ganarán el dinero que el comprador pague por la carta. Para vender en el Mercado sin restricciones es necesario haber comprado créditos en la Tienda (ver Créditos y packs de la Tienda): de lo contrario solo se puede vender un personaje al día.

- En la Tienda: se utilizan los créditos. En la Tienda sólo se pueden conseguir packs, que semejan sobres de cartas en los que no se puede saber de antemano qué personajes van a tocar. Los créditos pagados por el pack se pierden. Para más información, ver Créditos y packs de la Tienda

#### Venta de personajes
La venta de personajes se puede efectuar de cuatro maneras:
- Venta pública: el personaje se oferta en un Mercado público de personajes con el precio fijado por el vendedor. Cualquier otro jugador con los Clintz suficientes como para comprarlo puede hacerlo. El personaje se retira de la colección del vendedor y se incorpora a la del comprador. El vendedor recibe los Clintz estipulados menos un 5% que es retenido por el sistema (llamado Kate) como comisión.

- Venta privada: el personaje se oferta exclusivamente a un jugador estipulado por el vendedor, que recibe un aviso de dicha oferta por el precio fijado por el vendedor. Solo él puede aceptar o rechazar la oferta. De aceptarla, el personaje se retira de la colección del vendedor y se incorpora a la del comprador. El vendedor recibe los Clintz estipulados menos un 5% que es retenido por el sistema como comisión.

- Venta a Kate: el personaje es vendido al sistema de juego. El vendedor recibe la suma de Clintz ofertada por el sistema a cambio del personaje, y el personaje es retirado de nuestra colección.

- Venta en subasta: un personaje (o varios) se ponen en subasta pública, indicando: precio de reserva, precio de compra inmediata, precio actual, nombre y descripción. Cualquier jugador puede pujar en dicha subasta. Al terminar, los personajes se retiran de la colección del vendedor y se incorporan a la del comprador; quien ingresa la cantidad pujada menos un 5% retenido por el sistema.
- Intercambios protegidos:se ponen en contacto 2 jugadores que quieran cambiar cartas y listo. (De momento suspendida)

## El juego
Urban Rivals consiste principalmente en combates rápidos contra otros jugadores conectados de manera simultánea. Los combates son rápidos (nunca más de 10 minutos, con un promedio de 3-4 minutos por combate jugado) y tienen una mecánica sencilla de comprender pero muy estratégica.
Existen varios formatos y modos de juego diferentes, con requisitos de entrada diferentes y recompensas diferentes. Los jugadores pueden escoger en cada momento el formato y modo de juego que prefieren accediendo a diferentes salas de juego.

### El combate
Antes de entrar a combatir, el jugador escoge como mínimo ocho cartas de entre todas las que posee (su Colección) para luchar con ellas. Este conjunto de cartas seleccionadas es lo que se denomina deck o preset.
Los combates se dan entre dos jugadores conectados simultáneamente, existiendo para ello distintas salas con los distintos tipos de juego.
De entrada, cada jugador posee cuatro personajes en el combate (representados por sus cartas correspondientes y que son elegidos al azar de entre las ocho cartas del deck que el jugador ha seleccionado previamente), 12 Pillz (puntos utilizados para aumentar el ataque, representadas en forma de píldora en la parte inferior las propias y en la superior las del enemigo) y 12 Vidas (representados con corazones de la misma manera).
El combate se resuelve por turnos. En el turno, el jugador escoge un personaje para luchar y pone un número determinado de pillz a ese personaje para mejorar su Ataque (teniendo en cuenta que las 12 pillz de inicio deben servirle durante todo el combate; si coloca 5 pillz a una carta, tras ese turno contará con 7 pillz para el resto de ellas). El Ataque de un personaje se calcula multiplicando su Poder por la cantidad de pillz que se le hayan asignado. A continuación, el oponente escoge y prepara su personaje para la lucha de igual manera y teniendo en cuenta la elección del jugador que empieza la ronda.
Así, el Ataque de una carta queda determinado por su Poder, el número de pillz con las que combate y las modificaciones que puedan imponer a esto su Habilidad/Bonus y la Habilidad/Bonus de la carta con la que se enfrenta.
En una partida sin factor aleatorio, el personaje que tenga mayor Ataque gana el combate e inflige daño al jugador rival (igual a su número de Daños). Si ambas cartas tienen el mismo Ataque, ganará la carta con menor número de estrellas (o niveles). Si aun así siguen empatadas, la ganadora es la carta del jugador que abrió la ronda.
En una partida con factor aleatorio, puede ganar cualquiera de las cartas: la carta con mayor ataque tiene una mayor probabilidad de vencer, pero eso es todo. Esto no se aplica en el caso de que el ataque de una de las cartas sea el doble que el ataque de la otra: la carta cuyo ataque es el doble gana siempre (esto se denomina Sure Shot).
El objetivo del combate es reducir a cero las vidas del oponente (victoria por KO) o bien tener más vidas que el oponente tras jugar las cuatro cartas y, por tanto, acabar el combate. Tras el combate, ambos jugadores reciben una cantidad de puntos (para aumentar su nivel, ver arriba Conseguir dinero y nivel) y una cantidad de clintz determinada. Obviamente, estas cantidades serán mayores para el ganador que para el perdedor.

### Modos de juego
En Urban Rivals existen distintos modos de juego que requieren diferentes tipos de decks y estrategias. A continuación se detallan los modos de juego y requisitos en la formación del deck de cada uno de ellos:
- Modo Tipo 1 (Type1):
  - Tu Deck no puede tener menos de 8 personajes.
  - La suma de niveles de los personajes de tu Deck no debe superar 25.
  - Tu Deck no puede contener personajes dobles.

- Modo Tipo 2 (Type2):
  - Tu Deck no puede tener menos de 8 personajes.
  - Tu Deck no puede tener más de 10 personajes.
  - La suma de nivel de los personajes de tu Deck no puede ser inferior de 26.
  - Tu Deck no puede contener personajes dobles.

- Modo ELO:
  - Tu Deck no puede tener menos de 8 personajes.
  - La suma de niveles de los personajes de tu Deck no debe superar 25.
  - Tu Deck no puede contener algunas de las cartas prohibidas por los jugadores en el modo elo.
  - Tu Deck no puede contener personajes prohibidos en modo ELO.
  - Tu Deck no puede contener personajes dobles.

- Modo Survivor:
  - Cada victoria te reportará 5 Clintz directamente, además de Clintz para tu bote.
  - A medida que vayas ganando irás pasando una serie de escalones.
  - En cada escalón, aumenta el número de Clintz ganados para el bote por cada victoria conseguida.
  - Los mejores jugadores del día, la semana y el mes para cada formato de Deck recibirán créditos al finalizar cada periodo.
  - En cada escalón, empezarás el combate con un Pillz de menos y un punto de Vida más de lo normal (12/12), hasta un máximo de 8 Pillz y 15 Vidas (a partir del cual este número se mantiene).
  - Cuando se pierde una partida, se reciben todos los Clintz que había acumulado el bote y se vuelve a empezar como un nuevo Survivor.
  - Una partida empatada no cuenta como derrota ni victoria, por lo que no afectará a ninguno de los dos jugadores.
  - Si has sobrevivido por lo menos a un combate, no podrás desafiar a los nuevos Survivor, pero ellos sí que podrán desafiarte a ti.
  - Tienes que utilizar el modo Quick Battle (Desafío Rápido, no elegir directamente a tu rival sino dejarlo al azar) para desafiar a los demás jugadores.
  - Cuando estás en medio de una serie de combates, puedes tomarte un descanso de 30 minutos seguidos como máximo. Pasados estos 30 minutos, recibes todos los Clintz que habías acumulado en el bote y vuelves a ser un nuevo Survivor. “Jugar” implica terminar los combates, no sólo estar en la sala.
  - Si se sorprende a un jugador haciendo trampas o jugando con la partida amañada, se le retirará todo lo que haya ganado y se le prohibirá el acceso al modo Survivor.
  - Tu mayor serie de victorias quedará inscrita en el cuadro de Honor de los Survivor.

- Modo Training:
  - Tu deck debe contener al menos 1 personaje que no haya completado su evolución.
  - En las Salas con este modo de juego, la experiencia obtenida por las cartas es mucho mayor que en una Sala corriente.

- Modo Training No Pillz:
  - Tu deck debe contener al menos 3 personaje que no haya completado su evolución.
  - En las Salas con este modo de juego, la experiencia obtenida por las cartas es mucho mayor que en una Sala corriente.
  - En las Salas con este modo de juego, no se pueden usar pillz para potenciar el ataque de las cartas y cualquier habildad que suponga una adición de pillz al jugador queda anulada.

En el verano de 2008, existió también el modo de juego SoCC (Summer of Clint City, Verano en Clint City). Este tipo de juego cambiaba cada semana durante los dos meses del verano, ofreciendo nuevos retos a los jugadores.
Además, existen ciertas dinámicas de juego que, aunque no se consideran modos (ya que no tienen un tipo de deck específico) son igualmente importantes:
- Torneos diarios: se juegan con el deck en el formato de cualquiera de los modos anteriores (exceptuando SoCC) y existen salas habilitadas para ello. Un torneo diario consiste en una hora durante la cual todos los puntos conseguidos por combatir en las salas compatibles con el torneo se acumulan para organizar una clasificación. Todos los jugadores que participan en el torneo diario reciben, al finalizar éste, 50 clintz. Además, los jugadores que quedan entre los 100 primeros puestos de la clasificación consiguen un mayor número de clintz, y los jugadores del primer tercio de la clasificación obtienen asimismo 1 crédito. Los torneos diarios se organizan cada dos horas.

- Survivor: esta dinámica puede jugarse con un deck modo ELO o Tipo 2 (Type 2). Tras cada combate, al jugador se le acumula un número determinado de clintz en un bote. Este número aumenta a medida que el jugador combate sin perder ningún enfrentamiento. En el momento en el que el jugador pierde un combate o está inactivo durante más de 30 minutos, el bote pasa a formar parte de su reserva de clintz y el jugador vuelve a empezar desde cero. Además, los mejores jugadores de Survivor obtienen también un premio en créditos.

- Training: esta dinámica se utiliza para aumentar rápidamente la experiencia de los personajes y conseguir así tenerlos a pleno rendimiento lo más rápido posible. En la sala habilitada para esto, los combates comienzan con 60 vidas en lugar de con 12 (para evitar las derrotas por KO antes de haber jugado los 4 personajes del combate, lo que dejaría a los personajes que no hubieran luchado sin experiencia). Además, los personajes adquieren mucha más experiencia por luchar en esta sala que por hacerlo en ninguna otra, y la elección de los personajes que combaten entre todos los personajes del deck se hace de forma que ayude a adquirir experiencia a las cartas que menos tienen.

### Salas de juego
Existen diferentes salas para entrar a combatir, dependiendo del modo de juego que se quiera practicar. A continuación se detallan las distintas salas de juego:
- "Kate HQ". Niveles 1 -8 (sala de tutorial) Esta sala estará está destinada para enseñar a los jugadores iniciales a adrentrarse al juego, y sirve principalmente para enseñarle las reglas y formas de juego al jugador

## Nuevos Modos de Juego
En los años recientes Urban Rivals se ha tomado la iniciativa de variar el juego con tres salas que ofrecen premios asombrosos y la posibilidad de conseguir cartas especiales.   
Terminus es un nuevo modo de juego basado en eventos accesible a partir del nivel 10. Las reglas generales de este modo de juego pueden cambiar con regularidad, aunque estos son los puntos fundamentales:
Tú eliges una de tus cartas Líder, que formará parte de tu mano de cartas durante toda la sesión de Terminus.
Descubrirás las cartas round tras round para componer tu Deck. Todas ellas se encontrarán en el último nivel de evolución y podrás tenerlas prestadas para la sesión. ¡Es tu oportunidad de descubrir nuevas cartas!
Las bonificaciones de clan siempre están activas en combate, incluso si una carta es la única de su clan.
Arcade: En el modo Arcade, visitarás los cuarteles generales de los diferentes clanes de Clint City para así responder a su desafío.
Cada semana, se abre un nuevo cuartel general para todos aquellos que hayan vencido a los anteriores clanes. Una temporada está compuesta por 12 cuarteles generales. Una vez terminada la temporada, dará comienzo una nueva.
Cada cuartel general propone 10 combates que tendrás que ganar prácticamente de un tirón. De hecho, si pierdes un combate, tendrás que utilizar un Red Dragonz (dispondrás de 2Red Dragonz para cada cuartel general) para poder continuar. Si no tienes Red Dragonz, puedes utilizar créditos... o volver a empezar el cuartel general.
Obtendrás nuevos personajes LD al superar cada cuartel general
Coliseum: La sala subterránea
Las peleas se organizan a escondidas aquí, ya sea por sí mismo o su gremio!
en el modo de Coliseum posible todo. Sólo hay que tener suficientes agallas para dar el paso ...
A Wars líder o Coliseum se programará para cada lunes, martes, miércoles y jueves.
Ellos serán divididos en dos fases. Lunes y martes serán la fase de "casual", con una pequeña cuota de inscripción y los premios moderados. Este será un período clave de tiempo para desarrollar su estrategia para la fase de "pro", llevan a cabo todos los miércoles y jueves. La fase Pro tendrá una cuota mucho más grande de entrada, en clintz y créditos ... Sin embargo, esto se compensa con grandes premios, con recompensas proporcionales para todos.

## Vertiente social de Urban Rivals
Al ser un juego multijugador, Urban Rivals permite ir más allá del propio juego para tener una experiencia social con el resto de jugadores. Esto puede llevarse a cabo a través de distintas herramientas del juego:

### Los Gremios
Agrupaciones de jugadores que cuentan con Foro y Sala de juego propios. Un Gremio puede crearse a partir de Nivel 10, y los jugadores pueden unirse a un Gremio a partir del Nivel 5.
Un Gremio puede publicar una biografía propia (a través de un Administrador o Fundador del Gremio) y una imagen de referencia. De esta forma, cada Gremio se identifica por su logotipo o estandarte.
Los gremios de Urban Rivals permiten una comunicación grupal rápida, ya que los mensajes del foro no son supervisados y su publicación es instantánea. De esta forma, el contacto más cercano entre jugadores suele establecerse por esta vía. Así, los grandes Gremios de Urban Rivals son centros de decisión y actividad.
La clasificación de Gremios se hacía por el promedio de puntos de combate que tiene el Gremio, dividiendo sus puntos totales entre su número de integrantes, a partir del 14/10/11 el sistema de puntuación paso de ser de puntos de combates totales a ser por los puntos de gremio que son los puntos ganados en cada combate, pero solo se pueden ganar 1200 a la semana (se puede ganar más puntos de experiencia, pero no contaran para el gremio) y con estos puntos el gremio ira subiendo de nivel y de esta forma desbloqueando bonificaciones para todos sus miembros.

### El foro principal
Existe un foro global para todos los jugadores que hablen un mismo idioma. En él se pueden plantear multitud de temas, ventas, creación de eventos, asimismo, el Personal da los avisos del juego por esta vía.
Los temas y mensajes publicados en el foro principal son supervisados y aprobados por Moderadores, los cuales se encargan de mantener un equilibrio a todos los jugadores y dar apoyo al juego, al contrario que los mensajes de los foros internos de los Gremios. Por esta razón, su aparición y publicación no son instantáneas.

### Preajustes públicos
Una herramienta concebida para que los jugadores experimentados puedan compartir sus decks con los que tenga menos experiencia o necesiten ideas, ayuda... Con este recurso, se puede hacer público un deck construido por uno mismo para que sea visto y valorado por el resto de jugadores en Urban Rivals. Los decks o presets públicos pueden ser comentados y valorados, de tal forma que si alcanza una puntuación negativa durante un determinado tiempo se elimina automáticamente.

### Eventos
Herramienta que permite a los jugadores de Nivel 40 o superior crear encuentros con Reglas especiales. En un Evento sólo pueden participar aquellos jugadores que se apunten al mismo (se crea una Sala de juego especial).
La configuración del Evento permite fijar el número de encuentros a jugar, los Pillz y Vidas con los que partirán los jugadores en cada partida y cómo se llevará a cabo el cálculo de puntos. Asimismo, el creador puede detallar más instrucciones, pero debe vigilarlas, controlarlas y sancionarlas manualmente.
Para ingresar en un Evento hay una serie de restricciones que el creador puede activar o no. Existe la posibilidad de crear Evento restringidos a los amigos del creador o a los integrantes de su Gremio; así como a jugadores entre determinados Niveles o que hablen un determinado idioma. Para entrar, es necesario cumplir con todas las restricciones.
De igual forma, el creador puede establecer una tasa de entrada (entre 100 Clintz en adelante) que el jugador que quiera jugar el evento deberá abonar. Los Clintz son retirados de su cuenta y pasan a formar parte de un bote que se reparte al finalizar el evento.
1. ↑  Foro de Urban Rivals, Post que recoge la historia y evolución del juego desde sus inicios.
2. ↑  Pagina de noticias (inglés), Recoge la colaboración entre Ediciones Soleil y Urban Rivals (cuando el juego aún se llamaba "Clint: Urban Rivals").

- Datos: Q2562523